# The Moonhunter
The Moonhunter (thailändisch 14 ตุลา สงครามประชาชน 14 tula, songkram prachachon, deutsch ‚14. Oktober: Volkskrieg‘) ist ein thailändisches Filmdrama aus dem Jahr 2001, der den thailändischen Volksaufstand von Seksan Prasertkul, einem Studentenführer, aus dem Jahr 1973 darstellt. Regie führte Bhandit Rittakol, das Drehbuch stammt von Prasertkul selbst.

## Handlung
Als die Demokratie wieder zu blühen begann, stand Saksan Prasertkul, einer der Studentenführer, während der langen Tage und Nächte im Oktober mitten in der Menge. Er stellte stattdessen fest, dass sich die Situation um ihn herum auf beängstigende, gefährliche und konfliktreiche Weise zu verändern begann. Einer seiner Freunde war ermordet worden. Er beschloss, seine Geliebte, Chiranan Pitrapreecha, die ein Star der Chulalongkorn-Schule war, einzuladen, sich der Bewegung für Gerechtigkeit anzuschließen und in die Wälder zu fliehen, um sich wie viele andere Studenten der Kommunistischen Partei Thailands (CPT) anzuschließen.
Sie lebten ein ärmliches Leben in den Bergen von Phu Rong Kla und träumten davon, eines Tages mit einem Sieg, der ihren Idealen entsprach, in die Stadt zurückzukehren, doch dann stellten Prasertkul und Pitrapreecha fest, dass die Bedingungen, die sie zur Flucht aus der Stadt gezwungen hatten, zu den Problemen wurden, mit denen sie im Wald konfrontiert waren.
Ideenkonflikte, Mangel an Demokratie und Akzeptanz, menschlicher Egoismus, das System von Verwandten und Freunden und die Kolonisierung von Fremden. Das gibt es im Wald wie in der Stadt. Er versuchte, Wege zur Veränderung zu finden, aber er bekam keine Antwort, im Gegenteil, er wurde von einigen Führern beobachtet und wurde als parteifeindlich kritisiert.
Unter dem Diktat der Partei, die sein Verhalten überwachte, brach Prasertkuls Zurückhaltung schließlich zusammen. Er versammelte seine Kameraden. Bereiten Sie sich darauf vor, der Führung den Krieg zu erklären, bevor Sie herausfinden, dass es ein Krieg ist, der niemals gewonnen werden kann.
Prasertkul, Pitrapreecha und seine Freunde beschließen, den Wald zu verlassen, einer nach dem anderen. Während die Anführer Attentäter auf sie hetzen, gelingt es ihm unter dem Schutz seiner Freunde, seine Geliebte über eine Brücke führen, einen reißenden Fluss überqueren und mit Leichtigkeit fliehen.

## Produktion
Es handelt sich bei dem Film um halbbiografischen Film über Seksan Prasertkul. Saksan Prasertkul sagte, dass der Film ursprünglich คนล่าจันทร์ (Mondjäger) auf thailändisch hieß, genau wie der internationale Titel The Moonhunter, und dass es um sein Leben und seine Sichtweise geht und nicht um ein historisches Ereignis. Bevor die Geschichte beginnt, wird sie mit einem Satz angedeutet. „Im Schicksal eines Landes gibt es das Schicksal eines Individuums.“ Aus Marketinggründen wurde der Titel geändert.

## Auszeichnungen
Der Film wurde von Thailand für die 74. Oscarverleihung für den besten fremdsprachigen Film eingereicht, aber nicht nominiert.